# Amirchan Kamizovič Šomachov
Amirchan Kamizovič Šomachov (10 ottobre 1910 – 13 luglio 1988) è stato uno scrittore e politico sovietico.

Autografo di Amirchan Šomachov 24.III.1972

Fu poeta, romanziere, drammaturgo e uomo di stato della Repubblica Autonoma Sovietica Socialista Cabardino-Balcaria (ora la Repubblica di Cabardino-Balcaria), fu insignito del titoli onorifici di Artista emerito (1949) e di Poeta del Popolo (1977) della repubblica.

## Biografia
Amirchan Šomachov nacque il 10 ottobre (27 settembre, secondo il calendario giuliano) a Kanšuei (lingua adighè: 
Къаншыуей), il villaggio in oblast' del Terek dell’Impero russo, da Kamiz Šomachov (adigh.: Щомахуэ Къамызэ) e Maksid Guašana (adigh.: Махъсыд Гуащэнэ).
Nel suo paese natale frequentò una madrasa, e dopo l'instaurazione in Cabarda del potere sovietico, completò la scuola primaria. Partì per Nal'čik e nel 1929 finì il liceo intitolata a Vladimir Lenin. Nel 1933 completò L'Istituto pedagogico di Orjonikidze (ora Vladikavkaz). Nel 1933—1935 insegnò alla scuola normale di Nal'čik. Dopo il servizio militare (1935—1936), insegnò alla stessa scuola e ivi lavorò come preside e direttore (1936—1938).
Nel 1938—1939 fu direttore del quotidiano Cabardino-Balcaria socialista, dal 1939 fino all'inizio del 1941 fu primo segretario del comitato regionale del Partito Comunista dell'Unione Sovietica nella città di Baksan. Nell'inizio d'anno 1941 fu nominato commissario per l'istruzione della repubblica Cabardino-Balcaria. Nel periodo dell'occupazione tedesca di Nal'čik, organizzò la produzione di materiale propagandistico antifascista.
Negli anni del dopoguerra lavorò come direttore della casa editrice (1946—1948), come ministro della pubblica istruzione della Repubblica Cabardino-Balcaria (1949-1952),  è stato anche caporedattore della rivista letteraria (adigh.:« Iуащхьэмахуэ », 1957-1960).  A partire dal 1965 a fino 1970 fu segretario responsabile dell'Unione degli scrittori della Repubblica Cabardino-Balcaria.

## Opere prosastiche
Amirchan Šomachov è l'autore della novella del 1958 « Kolchoz avvolto dalle fiamme » (adigh.: « Колхозыр мафIэ лыгъэм щыхэтым »), che narra gli anni della guerra nel Caucaso settentrionale. Nel suo romanzo del 1968 « L'alba sopra le Terek » (adigh.: « Тэрч Iуфэ къыщищI пшэплъ »), l'autore pensa agli effetti della guerra civile e i primi anni del potere sovietico sul territorio Caucasico. Il secondo romanzo scritto nel 1970, « I cavalieri montanari » (adigh.: « Бгырыс шухэр »), tratta il tema della formazione della classe operaia nella Cabardino-Balcaria.

## Versi per ragazzi
Amirchan Šomachov, uno dei pionieri della letteratura per ragazzi della Cabardino-Balcaria, scriveva per tre categorie di età infantile:
- Dei bambini di età prescolastica (« Piccola palla di gomma » adigh.: « ТIопI-тIопI, хьэфэ топ! », etc.;)[11]
- I ragazzi delle 1—4 classi (« Birboncello » adigh.: « Зэраншу », etc.;)[12]
- Gli alunni delle 5—7 classi (« La casa luminosa » adigh.: « Унэ нэху », etc.)[13]

Negli anni'60 Amirchan Šomachov ha incontrato lo scrittore italiano Gianni Rodari durante la visita di quest'ultimo in Unione Sovietica.

## Onorificenze
Ordine del distintivo d'onore (1957, 1970)
Medaglia per la difesa del Caucaso (1944)
Medaglia al merito del lavoro durante la grande guerra patriottica del 1941-1945 (1945)
Medaglia commemorativa per il giubileo dei 100 anni dalla nascita di Vladimir Il'ič Lenin (1970)
Medaglia per il giubileo dei 30 anni della vittoria della grande guerra patriottica del 1941-1945 (1976)

## In memoria
- Nel 2010, per delibera dell l’Amministrazione Comunale di Nal'čik, nella ricorrenza del centenario dalla nascita di Amirchan Šomachov, nella casa dove soggiornò è stata posta una targa commemorativa dello scultore M. Tchacumačev.